# Аскаров Володимир Хамітович
Володи́мир Хамі́тович Аска́ров (нар. 20 травня 1959) — радянський та український військовик, генерал-лейтенант Збройних сил України. Одружений, має двох доньок.

## Життєпис
З 1966 по 1972 рік навчався спочатку у 16-й, а згодом у 7-й школі міста Біла Церква. З 1972 по 1974 рік проходив навчання у школі № 48 Центральної групи військ (Брунталь, Чехословаччина).
Протягом 1974–1976 років був курсантом Київського суворівського військового училища, а у 1980 році закінчив Київське вище загальновійськове командне училище. У 1992 році отримав диплом з відзнакою Військової академії імені М. В. Фрунзе.
У 2003–2004 роках проходив навчання у Національній академії оборони України.
7 листопада 2007 року Аскарова було звільнено з посади першого заступника директора Департаменту військової політики та стратегічного планування Міноборони України та призначено начальником Головного управління оборонного планування Генерального штабу ЗС України. Перепризначений на зазначену посаду у травні 2012 року, в зв'язку зі зміною назви управління.
20 серпня 2009 року Володимиру Аскарову було присвоєно військове звання «генерал-лейтенанта».
На початку грудня 2014 року Аскаров брав участь у переговорах із заступником командуючого Сухопутними військами ЗС РФ генерал-лейтенантом Лєнцовим, результатом яких стало рішення про припинення вогню 9 грудня о 9-й годині ранку.
З березня 2016 року призначений військовим представником Місії України при НАТО.

## Нагороди
- Відзнака «Ветеран військової служби»